# Bruskowo Wielkie (gmina)
Bruskowo Wielkie – dawna gmina wiejska istniejąca w latach 1945–1954 i 1973–1976 w woj. gdańskim, szczecińskim, koszalińskim i słupskim (dzisiejsze woj. pomorskie). Siedzibą władz gminy było Bruskowo Wielkie.
Gmina Bruskowo Wielkie powstała po II wojnie światowej (1945) na terenie tzw. Ziem Odzyskanych (tzw. III okręg administracyjny – Pomorze Zachodnie). 25 września 1945 gmina – jako jednostka administracyjna powiatu słupskiego – została powierzona administracji wojewody gdańskiego, po czym z dniem 28 czerwca 1946 została przyłączona do woj. szczecińskiego. 6 lipca 1950 gmina wraz z całym powiatem słupskim weszła w skład nowo utworzonego woj. koszalińskiego.
Według stanu z 1 lipca 1952 gmina składała się z 11 gromad: Bierkowo, Bruskowo Małe, Bruskowo Wielkie, Gać Leśna, Gałęzinowo, Krzemienica, Strzelinko, Swołowo, Sycewice, Świelubie i Włynkowo. Gmina została zniesiona 29 września 1954 wraz z reformą wprowadzającą gromady w miejsce gmin.
Jednostkę reaktywowano w nieco zmienionych granicach 1 stycznia 1973 w tymże powiecie i województwie. W porównaniu ze stanem z 1954 roku, w jej skład nie weszły Sycewice (weszły w skład gminy Kobylnica) i Włynkowo (weszło w skład gminy Słupsk). Gmina objęła w zamian sołectwa Charnowo i Niestkowo, należące przed 1954 do gminy Wytowno. W miejsce dawnej gromady Gać Leśna powstało sołectwo Gać; utworzono też zupełnie nowe sołectwo Strzelino, natomiast dawna gromada Świelubie zmieniła nazwę na Wielichowo. W sumie saldo gromad wyniosło 12: Bierkowo, Bruskowo Małe, Bruskowo Wielkie, Charnowo,  Gać, Gałęzinowo, Krzemienica, Niestkowo, Strzelinko, Strzelino, Swołowo i Wielichowo.
1 czerwca 1975 gmina weszła w skład nowo utworzonego woj. słupskiego.
1 lipca 1976 gmina została zniesiona, a jej tereny przyłączone do:
- gminy Postomino (obszar sołectwa Krzemienica),
- gminy Słupsk (obszary sołectw: Bierkowo, Bruskowo Małe, Bruskowo Wielkie, Gać, Gałęzinowo, Strzelinko, Strzelino, Swołowo i Wielichowo),
- nowo utworzonej gminy Ustka (obszary sołectw: Charnowo i Niestkowo).

1 kwietnia 1983 sołectwo Krzemienica wyłączono z gminy Postomino i włączono do gminy Słupsk. 1 stycznia 2024 nazwę gminy Słupsk zmieniono na  Redzikowo